# Gustaw Nowotny
Gustaw Nowotny (ur. 12 listopada 1882 w Mikołajowicach k. Tarnowa, zm. 25 marca 1944 w Dachau) – lekarz chirurg, autor prac o chirurgicznym leczeniu gruźlicy, lekarz TOPR.

## Życiorys
Urodził się 12 listopada 1882 w Mikołajowicach, w rodzinie Gustawa Benedykta i Róży z Birtusów. Był lekarzem chirurgiem, w roku 1907 ukończył studia na Uniwersytecie Jagiellońskim, był autorem prac o chirurgicznym leczeniu gruźlicy. W latach 1912–1939 był dyrektorem szpitala w Zakopanem, równocześnie w latach 1912–1920 prowadził własną lecznicę przejętą po doktorze Janie Gawliku i pracował w sanatorium PCK, a od 1926 w zakładzie Uniwersytetu Jagiellońskiego na Bystrem w Zakopanem. Po wybuchu I wojny światowej został wcielony do armii austriackiej z przydziałem jako lekarz szpitala wojskowego sanatorium Chramca w Zakopanem. W 1915 został odznaczony austriackim Krzyżem Kawalerskim Orderu Franciszka Józefa. 30 października 1918 r. po rozpadzie monarchii austro-węgierskiej Nowotny jako kapitan wspólnie z porucznikiem Bolesławiczem na czele oficerów i żołnierzy narodowości polskiej zlikwidował austriacką władzę wojskową w Zakopanem i oddał się wraz z polskimi wojskowymi pod rozkazy Stefana Żeromskiego, wówczas przewodniczącego nowo powstałej Rady Narodowej w Zakopanem, tzw. Rzeczypospolitej Zakopiańskiej. W latach 1918–1920 służył w Wojsku Polskim jako lekarz szpitala PCK w Zakopanem. 
Gustaw Nowotny uprawiał turystykę narciarską w Tatrach i do roku 1928 był lekarzem TOPR. Posadę tę przejął po doktorze Wacławie Kraszewskim, jednak nie uczestniczył w wyprawach ratunkowych. W roku 1922 został pierwszym prezesem Klubu Sportowego „Krokus”, a w roku 1930 był radnym miejskim. W okresie międzywojennym był szeroko znany w Zakopanem, a jego postać była prototypem lekarza w powieści Zazdrość i medycyna Michała Choromańskiego.
Podczas kampanii wrześniowej 1939 roku służył w stopniu majora Wojska Polskiego jako lekarz, a pod koniec jako komendant szpitala wojskowego w Kołomyi. Po klęsce udał się przez Rumunię do Francji, gdzie pracował w polskich szpitalach, m.in. w szpitalach PCK w Marsylii i Aix-les-Bains, równocześnie działając w polskim ruchu oporu.
W roku 1943 został aresztowany przez gestapo i uwięziony w niemieckich obozach koncentracyjnych w Nadrenii i Dachau, gdzie zmarł. Jego symboliczna mogiła znajduje się na Nowym Cmentarzu w Zakopanem (sektor L3-A-6).

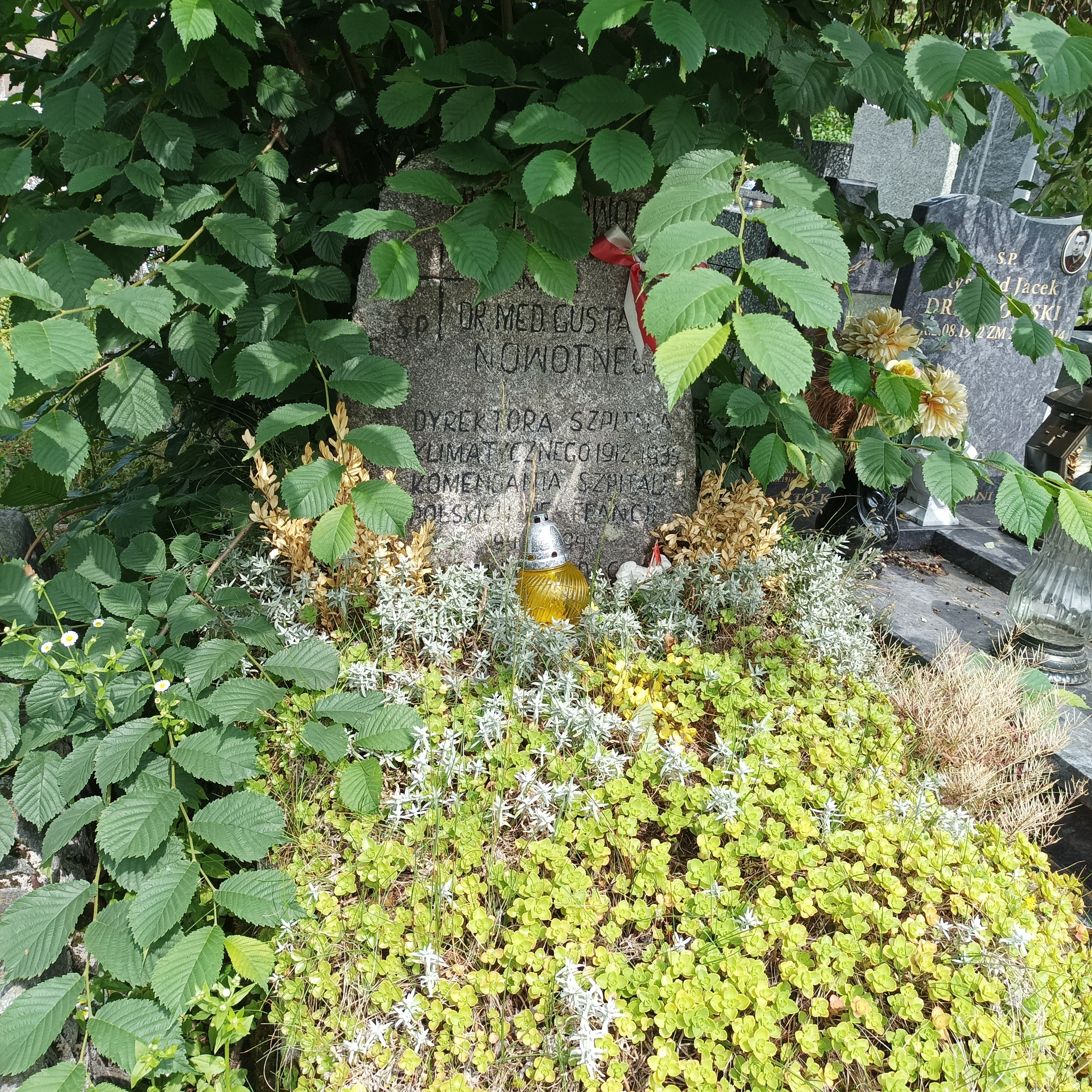
Grób symboliczny w Zakopanem

## Publikacje[1]
- Wpływ ciszy i karmienia na rozwój raka u myszy (1912)
- Leczenie gruźlicy kostnej (1921)
- Plomba fizjologiczna przy torakoplastyce (1935)